# Bee Gees
Bee Gees est un groupe australo-britannique de pop, originaire de Brisbane, dans le Queensland, en Australie. Il est formé en 1958 par trois des frères Gibb, originaires de Douglas (île de Man) au Royaume-Uni : Barry et les (faux) jumeaux Robin et Maurice, initialement associés à un guitariste (Vince Melouney) et un batteur (Colin Petersen puis Geoff Brigford), tous australiens. Le total des ventes de disques du groupe sur toute sa carrière est estimé à 220 millions, faisant de lui l'un des plus grands vendeurs de disques.
Au cours de leur carrière d'une quarantaine d'années, on peut distinguer trois périodes distinctes de succès. La première est celle de la pop britannique de la fin des années 1960 à 1973, avec des chansons telles que Massachusetts, To Love Somebody, I Started a Joke, période durant laquelle Robin et Barry étaient les leaders du groupe. La deuxième est celle de la vague disco de 1975 à 1979, avec des chansons comme Stayin' Alive, How Deep Is Your Love, Night Fever ou Tragedy, correspond à l'explosion médiatique et commerciale du trio. Barry devient le chanteur-leader et utilise désormais son falsetto qui devient la marque de fabrique des Bee Gees. Ils atteignent pendant cette période le paroxysme de leur succès grâce à la bande originale du film La Fièvre du samedi soir (1977). La troisième et dernière est celle des années 1980 à 2001 davantage orientées soft rock avec des titres tels que You Win Again mais aussi Woman in Love ou Islands in the stream, marquées par des collaborations et une activité de producteurs pour des artistes tels que Barbra Streisand, Céline Dion, Kenny Rogers, Diana Ross ou encore Dionne Warwick,.
Le groupe remporte neuf Grammy Awards et est intronisé au Rock and Roll Hall of Fame. Une quarantaine de ses titres est classée dans les classements du monde entier entre 1965 et 2001, et dix-sept de ses compositions sont numéro un dans les classements américains entre 1971 et 1983.
Les Bee Gees est un groupe avec des harmonies vocales à trois parties. Barry chante avec sa voix de poitrine et avec une voix de fausset apparue dans les années 1970, Robin donne un vibrato aérien, et Maurice, qui est aussi le directeur musical du groupe, chante les harmonies hautes ou basses. Les trois frères sont aussi musiciens, Barry joue de la guitare, Robin de l'orgue et Maurice de la basse, de la guitare, de la batterie et du clavier. Les trois frères ont écrit la quasi-totalité de leurs chansons et affirmé « se sentir comme une seule personne en travaillant ensemble ».
Le 12 janvier 2003, Maurice, alors âgé de 53 ans et souffrant d'une occlusion intestinale, ne supporte pas l'opération et meurt à la suite d'une attaque cardiaque. Robin meurt à 62 ans en mai 2012 des suites d'un cancer. Après la dissolution du groupe en 2012, le seul membre restant, Barry, continue d'effectuer des tournées.

## Histoire

### Origines et débuts
Les trois membres du groupe font partie de la famille Gibb. Ils naissent sur l'île de Man (dépendance de la couronne britannique). La famille se compose de Hugh Gibb, de Barbara Pass, le père et la mère, de Lesley Evans, l'aînée, née en 1945, de Barry né en 1946, des jumeaux Robin et Maurice nés en 1949 et d'Andy Gibb, né en 1958. En 1955, la famille s'installe à Keppel Road, Chorlton-cum-Hardy, près de Manchester : c'est là que les jeunes frères Gibb chantent pour la toute première fois et que naît Andy. Les jeunes garçons se conduisent parfois comme des chenapans et la famille doit quitter la région. À la fin de l'année 1958, la famille part pour Brisbane, en Australie, et emménage dans l'un des quartiers les plus défavorisés de la métropole, Cribb Island (en). Barry déclare à ses frères qu'ils doivent prendre une décision : soit ils deviennent des voyous, soit ils deviennent des musiciens.
À leurs débuts dans le Queensland, en 1958, les frères Gibb — Barry, Robin et Maurice — chantent avec Paul Frost et Kenny Oricks, et sont connus sous le nom de The Rattlesnakes, changeant de nom plus tard en Wee Wish Johnnie Hayes and The Bluecats. En 1962, les trois frères deviennent The Bee Gees. Les initiales « BG » proviendraient de différents noms : Bill Goode, un organisateur de courses automobiles ; Bill Gates, DJ de radio auquel Goode avaient présentés les trois frères ; Barbara Gibb (leur mère) ; Barry Gibb . Mais contrairement à une idée répandue, les initiales n'étaient à l’origine pas celles de « Brothers Gibb » (« frères Gibb »). Le groupe se produit alors entre 1964 et 1966 dans des émissions de variétés locales et interprète avec brio des reprises de Bob Dylan comme Blowin’ in the Wind, ou encore Out of Time des Rolling Stones. Les harmonies vocales et le vibrato aérien de Robin marquent la signature du groupe. Le trio publie à cette même période deux premiers albums, mais sans succès. Fans des Beatles et des Rolling Stones, les frères Gibb décident de retourner en Angleterre. Coïncidence : durant leur voyage pour Londres, en décembre 1966, leur titre Spicks and Specks est numéro un en Australie.

### Premiers succès

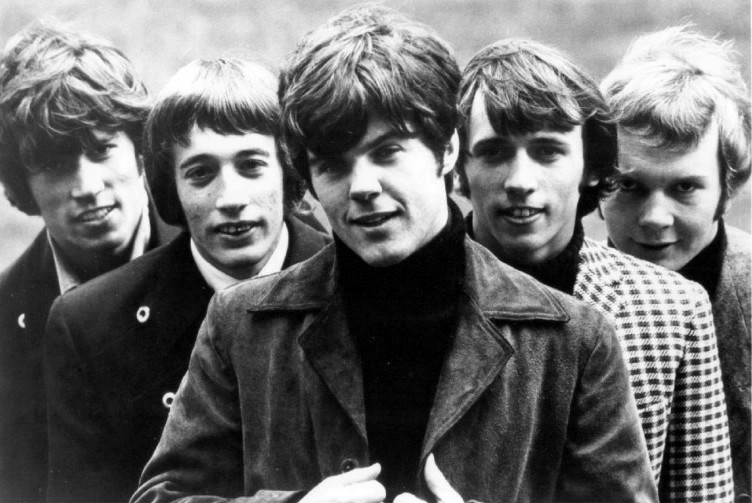
Les Bee Gees en 1967 avec Vince Melouney au centre et Colin Petersen à l'extrême droite.

Robert Stigwood est le manager qui va lancer les Bee Gees en 1967 comme « le nouveau talent musical de l'année ». Le groupe se compose alors des trois frères, Barry à la guitare, Robin à l'orgue, Maurice à la basse et de deux amis australiens, Colin Petersen (en) à la batterie et le lead guitariste Vince Melouney. Les arrangements orchestraux des morceaux sont alors signés Bill Shepherd. C'est dans les studios IBC de Londres que le groupe peaufine la préparation de son premier album au mois d'avril. L'album Bee Gees' 1st sort trois mois plus tard, au mois de juin. Il se classe respectivement 8e et 7e au Royaume-Uni et aux États-Unis. L'album est de style pop-folk, et certains titres adoptent un style plus psychédélique puisant ses influences chez les Beatles, tels que In My Own Time, Turn of the Century, Every Christian Lion Hearted Man Will Show You. L'album est encensé par la presse musicale, et ils deviennent les nouveaux Beatles. Entre avril et décembre 1967, le groupe publie plusieurs singles à succès : New York Mining Disaster 1941, Holiday, To Love Somebody, et Massachusetts, son premier numéro un mondial (plus de 5 millions de singles vendus). L'année suivante il sort deux albums pop-rock, Horizontal et Idea, et signe de nouveaux succès tels que World, Words, I've Gotta Get a Message to You, I Started a Joke, Tomorrow Tomorrow. Les Bee Gees cartonnent, Barry devient le sex symbol du groupe et les garçons font une brève tournée en Belgique, Allemagne, Angleterre, Suisse et aux États-Unis. C'est dans cette ascension fulgurante que Maurice Gibb épouse en grande pompe une autre pop star british Lulu.

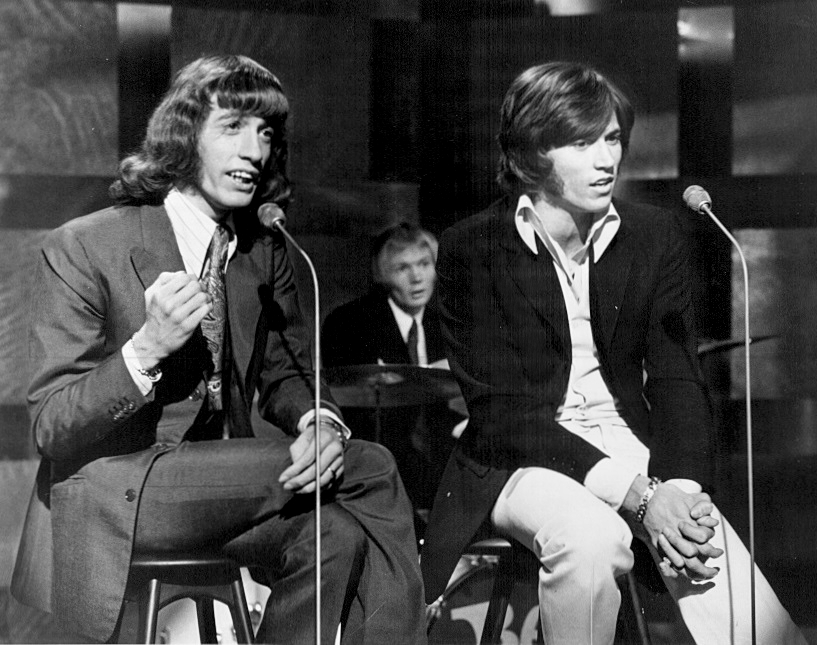
Robin et Barry Gibb, avec Colin Petersen à l'arrière-plan, dans l'émission This is Tom Jones en 1969.

En janvier 1969 sort l'album concept pop-baroque Odessa ; First of May est le nouveau titre, mais des tensions règnent au sein du groupe, Colin Petersen et Vince Melouney sont remerciés bien que des contrats de travail les lient aux Bee Gees. Robin Gibb qui chante sur plusieurs succès commerciaux a de plus en plus de mal à accepter de rester au second plan face à Barry, et en février 1969 il quitte le groupe à son tour. Lesley Evans, la sœur aînée, le remplace très brièvement lors d'un concert filmé pour l'émission de TV de Lulu. Malgré les succès des autres titres de l'album Lamplight et Marley Purt Drive, la promotion d'Odessa est interrompue. Robin enregistre le titre Saved by the Bell qui est un succès. Le groupe continue sous le même nom avec Barry et Maurice, qui enregistrent l'album Cucumber Castle et le tube Don't Forget to Remember. Puis chacun des deux enregistre un album solo (albums jamais édités à ce jour). Il semble alors que le groupe ne se reformera plus. Mais la carrière solo de Robin est difficile, et en juin 1970 il revient d'abord avec Maurice, puis avec Barry : le groupe se reforme. En décembre 1970 il déclare dans Time : « Si nous n'avions pas été parents, nous ne nous serions probablement jamais remis ensemble »[réf. nécessaire].
L'année 1971 marque le retour du groupe avec des hits comme Lonely Days, How Can You Mend a Broken Heart (numéro 1 aux États-Unis), My World, Run to Me. C'est surtout aux États-Unis que les Bee Gees triomphent, mais ce come-back est de courte durée. En 1972, The Bee Gees deviennent Bee Gees. Durant cette période, la musique du trio semble être passée de mode, entre country et pop, les singles Israel, Alive, Living in Chicago, Saw a New Morning, Wouldn't I Be Someone qui sortent entre 1972 et 1973 n'ont pas de succès, les Bee Gees donnent malgré tout des séries de concerts, notamment en Asie. Mais le groupe est au point mort. Maurice Gibb divorce de Lulu, et le trio est condamné à jouer dans les petits clubs du nord de l'Angleterre à la fin de l'année 1973. En janvier 1974, un LP qui devait s'appeler A Kick in the Head Is Worth Eight in the Pants est rejeté par leur manager, Robert Stigwood, à la suite de l'échec des précédentes sorties du groupe.
Stigwood suggère aux Bee Gees d'utiliser Arif Mardin surnommé « le docteur de la musique » comme nouveau producteur et de changer de cap musical. Ils quittent l'Angleterre pour s'installer à Miami et travailler dans les studios Criteria. C'est un nouveau départ pour le trio qui décide de former un nouveau groupe avec Barry à la guitare, Maurice à la basse, Alan Kendall à la lead guitare, Denis Bryon à la batterie et Blue Weaver aux claviers. Les Bee Gees renouent avec la soul et publient l'album Mr Natural. Le groupe donne un nouveau souffle à sa musique.

### Période disco

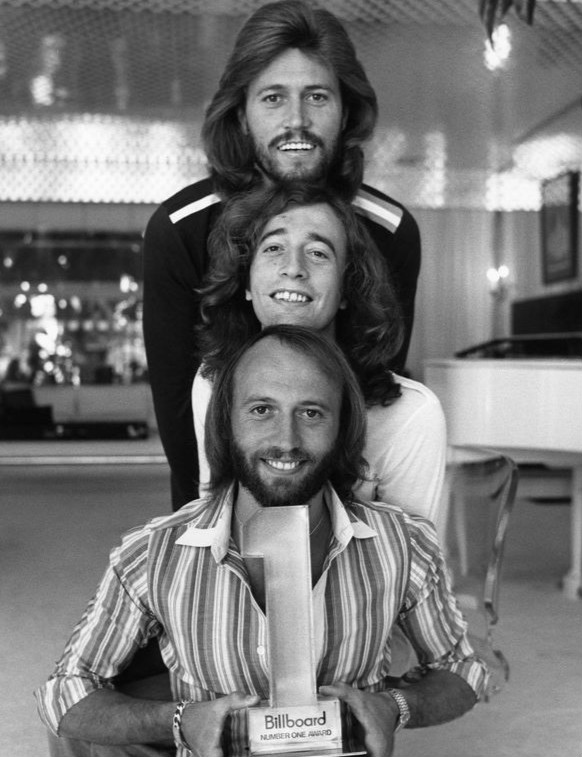
Les Bee Gees en 1978.

En 1975, les Bee Gees enregistrent l'album funky, Main Course aux studios Atlantic de New York et Criteria à Miami. Cet album atteint la 5e place du hit-parade britannique le 2 août 1975 puis la 14e place du hit-parade américain le 20 mars 1976. C'est dans cet album que Barry chante pour la première fois en falsetto, ce qui contribue au nouveau son des Bee Gees et à leur regain de popularité. Le single qui en est extrait, Jive Talkin', est no 5, puis no 1 aux États-Unis le 9 août 1975 dans le Hot 100 du magazine Billboard. Night on Broadway est le deuxième single qui sort en septembre, la chanson se classe 4e aux États-Unis et entre dans les top 20 dans le reste du monde. Fanny Be tender et Come on Over sont les autres succès de cet album.
En 1976, le groupe sort l'album Children of the World, au son plus RnB, s'offrant également les services d'Albhy Galuten et Karl Richardson, deux spécialistes des studios alors réputés sur les plans tant musical que technique. You Should Be Dancing est leur premier single à l'allure disco (no 6 au Royaume-Uni le 28 août 1976 ; no 1 aux États-Unis le 4 septembre 1976). D'autres singles à succès suivent : Love So Right, Boogie Child et Children of the World. Les Bee Gees triomphent à nouveau aux États-Unis, entamant une tournée américaine de 20 dates en novembre et décembre.
Durant la fin des années 1970 Robin Gibb ne chante quasiment plus de partie en solo mais se contente d'accompagner Barry. En janvier 1977 ils donnent quelques concerts au Canada. Ils sortent en mai 1977 leur premier album live Here at Last… Bee Gees… Live : cet album se vend à plus de 5 millions d'exemplaires et se classe dans les top 10 du monde entier[réf. nécessaire]. En mars de cette année-là, Robert Stigwood, le manager des Bee Gees, produit la musique disco du film Saturday Night Fever (La Fièvre du samedi soir). Il contacte le groupe, qui est en session d'enregistrements en France, aux studios du château d'Hérouville, demandant dans l'urgence quatre chansons pour la bande sonore de son projet de film. Finalement, ils en enregistrent cinq nouvelles et en donnent deux autres : Stayin' Alive, Night fever, More than a Woman, How deep is your love, Emotion, If I can't have you, You should be dancing et Jive talkin. La musique du film est la 54e plus grosse vente d'albums de tous les temps. Le 10 décembre 1977 la ballade How Deep Is Your Love, extraite du film, est no 3 au Royaume-Uni, et no 1 aux États-Unis deux semaines plus tard. Sorti en janvier 1978, le double album contenant la bande sonore originale du film se vend à plus de 45 millions d'exemplaires.
Andy, frère cadet de Barry, Robin et Maurice Gibb, connaît également une carrière de chanteur et surfe sur le succès avec des titres comme I just want to be your everything, Shadow dancing, (Love Is) Thicker Than Water : trois numéros 1 aux États-Unis entre 1977 et 1979. Les chansons sont écrites par ses frères et produites par Barry Gibb.
Le 23 février 1978, les Bee Gees remportent le Grammy de la « Best Pop Vocal Performance by a Duo, Group or Chorus » pour How Deep Is Your Love. Le 4 mars 1978, Stayin' Alive se classe quatrième au Royaume-Uni, tandis que le même jour Andy Gibb, avec (Love Is) Thicker Than Water (coécrit avec Barry), déloge Stayin' Alive de la première place. Le 18 mars suivant, les Bee Gees, au sommet de leur carrière musicale avec le classique disco Night Fever, détrônent à leur tour Andy Gibb, alors à la première place du hit-parade américain. Night Fever est no 1 au Royaume-Uni le 29 avril. Le 6 mai 1978 Saturday Night Fever est no 1 mondial.
Saturday Night Fever devient un vrai phénomène de société et propulse les Bee Gees au rang de super stars. La musique des Bee Gees passe en boucle dans les radios et dans les discothèques (« nights clubs ») du monde entier. Ils font la une des magazines people, et la moindre apparition du groupe aux États-Unis déclenche une hystérie chez les admirateurs. L'année 1978 est aussi l'occasion pour les trois frères Gibb, devenus des vedettes planétaires, de jouer les acteurs dans le film Sergent Pepper's Lonely Hearts Club Band aux côtés de Peter Frampton, Alice Cooper et Aerosmith. Malheureusement le film produit par Robert Stigwood est un échec commercial.
Barry Gibb écrit et produit la chanson Grease, une autre comédie musicale produite par Robert Stigwood. La chanson est interprétée par Frankie Valli, elle est no 1 aux États-Unis en mai 1978. D'autres chansons écrites et produites par les frères Gibb caracolent en tête des charts telles que Emotion interprétée par Samantha Sang et If I Can't Have You chantée par Yvonne Elliman.
En 1979, les Bee Gees sortent l'album Spirits Having Flown, qui est également un grand succès avec des titres tels que : Tragedy, Too Much Heaven, Love You Inside Out, Spirits Gaving Flown et Rest Your Love on Me. L'album s'écoule à plus de vingt millions d'exemplaires. Pour célébrer l'année internationale de l'enfance, les frères Gibb décident de reverser les ventes du single Too much heaven à l'UNICEF. La somme reversée est estimée à plus de 7 millions de dollars[réf. nécessaire]. C'est également cette année-là que le groupe entame sa grande tournée américaine The Spirit Tour. Une tournée ambitieuse pour célébrer le succès mondial de Saturday Night fever : le groupe affiche entre juin et octobre 41 dates, loue un Boeing 747 avec le logo de la tournée, des effets spéciaux animent chaque concert ; de plus les trois frères sont vêtus de pantalons blancs moulants avec des vestes pailletées blanches éblouissantes tout le long de la tournée. Parmi les 60 000 personnes au Dodger Stadium de Los Angeles, de nombreuses vedettes sont présentes comme Barbra Streisand, Rod Stewart, Cary Grant ou encore John Travolta. Les Bee Gees célèbrent leur succès monstre, ils alignent plus de neuf numéros un d'affilée rien que dans les classements (charts) américains entre 1975 et 1979, un autre record pour le groupe avec plus de cinq titres simultanément dans le top 10 américain en avril 1978 ; enfin, en 1980, le groupe a déjà raflé huit Grammy Awards, toujours aux États-Unis. À la fin de l'année 1979 le groupe sort la compilation Bee Gees Greatest regroupant les succès de la période 1975-1979, qui s'écoule à plus de 8 millions d'exemplaires. Devenus multimillionnaires, les trois frères Gibb s'installent définitivement à Miami Beach et créent leur propre studio de production le Middle Ear Recording Studio.

### Renouveau
En 1981, le disco n'a plus la cote, les Bee Gees se séparent de leur producteur Robert Stigwood et ouvrent un nouveau chapitre de leur carrière. Le groupe sort l'album Living Eyes qui n'aura pas le succès monstre des deux précédents albums, mais les singles Living Eyes et He's a Liar, auront quand même un certain succès. En 1983, Sylvester Stallone produit et réalise le film Staying Alive la suite de Saturday Night Fever, les frères Gibb collaborent à nouveau sur la BO avec 5 nouvelles chansons. Woman in You en est le titre phare. Après cela, ils feront une pause d'environ cinq ans, durant laquelle ils sortiront des albums solo : pour Robin How Old Are You (1983), Secret Agent (1984), Walls Haves Eyes (1985), pour Barry Now Voyager (1984), Hawks (1988), et pour Maurice A Breed Apart (1984). Robin Gibb sera celui qui aura le plus de succès en solo avec des titres tels que Juliet, Another Lonely Night in New York, Boys Do Fall in Love et Like a Fool.
Les frères Gibb produiront et composeront aussi des albums à succès pour d'autres artistes internationaux tels que Barbra Streisand avec l'album pop Guilty qui contient le tube planétaire de 1980 Woman in Love. Guilty sera d'ailleurs l'album le plus vendu de sa carrière avec plus de 20 millions de copies dans le monde (Guilty). En 1983, Barry et sa team de production Albhy Galuten et Karl Richardson produisent l'album country Eyes That See in the Dark de Kenny Rogers. Le single Islands in the Stream que Kenny interprète en duo avec Dolly Parton est numéro un mondial. D'ailleurs, Barry devient un des trois meilleurs compositeurs de musique pop pour avoir inscrit au billboard US plus de 13 compositions arrivées à la première place entre 1971 et 1983. Enfin, deux autres divas de la soul, Dionne Warwick et Diana Ross, ont sorti des hits entre 1982 et 1985, tels que Heartbreaker et Chain Reaction. Barry compose et produit d'autres chansons telles que Indian Summer en 1985 pour Roy Orbison en duo avec Larry Gatlin, ou encore Your Love Will Save the World pour Percy Sledge. Les frères Gibb participent à l'album des jeux olympiques d'été de Seoul en 1988, avec Shape of Things to Come et Fight en duo avec Eric Clapton. Barry écrit et produit la BO du film Hawks, réalisé par Robert Ellis Miller en 1988 avec la participation de Timothy Dalton. Barry fait la promotion du film avec le single Childood Days en 1988.
En 1986, les trois frères Gibb reforment le groupe mythique. À partir de 1987 les Bee Gees, qui ont déjà vendu plus de 100 millions d'albums, ont une nouvelle période de succès, avec des morceaux pop collant aux styles du moment. La rythmique est différente, plus innovatrice, avec des titres tels que You Win Again en 1987, de l'album E.S.P., One, Ordinary Lives en 1989, de l'album One, Secret Love, When He Gone, The Only Love en 1991, de l'album High Civilzation, For Whom the Bell tolls, Paying The Price Of love et How to Fall in Love en 1993, de l'album Size Isn't Everything. Robin Gibb a de nouveau (comme dans la première période : fin des années 1960-début 1970) un rôle de chanteur additionnel avec Barry. Maurice, à partir de cette période (fin des années 1980), va lui aussi avoir plusieurs chansons où il chante quasiment en solo, ce qui avait été précédemment très rare dans la carrière du groupe. C'est aussi à cette période que les Bee Gees perdent leur petit frère Andy, qui faisait une carrière en solo, lequel décède d'un arrêt cardiaque à l'âge de 30 ans, en mars 1988.
En 1989, le groupe entame sa première grande tournée mondiale depuis 1979, intitulée One for All Tour. Ils retrouvent un public plus calme. D'avril à novembre les Bee Gees ont tourné en Europe, aux États-Unis, en Australie puis au Japon. Le 8 juin 1989 le groupe se produit pour la première fois depuis le début de sa carrière en France, au Palais Omnisports de Paris-Bercy. Une deuxième tournée européenne en 1991 est écourtée à cause des douleurs de dos de Barry Gibb. En septembre 1993, le groupe fait la promotion de son album Size en Europe sur les plateaux de télévision. Ils choisissent Paris pour la sortie du nouvel album. Le 17 septembre, ils participent à l'émission française Taratata en tant qu'invités d'honneur auprès de Nagui.
En 1995, le groupe rend hommage à Carole King et reprend le titre Will you Still Love me Tomorrow qui apparaît dans l'album hommage Tapestry Revisited. Durant les années 1990, des nouvelles pop-stars reprennent la musique des Bee Gees avec succès : Michael Bolton avec To Love Somebody en 1992, le groupe Take That avec How Deep Is Your Love en 1994, N-Trance avec Stayin' Alive en 1995, Boyzone avec Words en 1997, les Pras avec Islands in the Stream rebaptisée Ghetto supastar en 1998, le groupe Steps avec Tragedy en 1999, et Destiny's Child avec Emotion en 2001.
En 1997 les Bee Gees reviennent une nouvelle fois sur le devant de la scène avec un nouvel album, Still Waters, qui sera plutôt un bon succès, surtout grâce à la chanson Alone. Still Waters Run Deep et I Could Not Love You More complètent les succès de l'album. Cette année est aussi marquée par de nombreuses récompenses de l'industrie de la musique, Les Bee Gees se voyant décerner les Brit Awards à Londres, l'American Music Awards à Los Angeles et, sacre de l'année, le 15 mai ils sont intronisés au Rock and Roll Hall of Fame. Le 14 novembre 1997, pour célébrer leurs trente ans de carrière, les Bee Gees donnent un concert à Las Vegas appelé One Night Only. Céline Dion les rejoint en guest star pour interpréter Immortality, morceau qu'ils ont composé pour elle. Ils sortent dans la foulée l'album live, qui se vend à plus de 7 millions d'exemplaires. Ce concert est suivi d'une tournée mondiale donnant un seul concert par continent, avec 40 000 personnes à Dublin le 29 août 1998, ensuite en Angleterre avec 56 000 personnes au stade de Wembley à Londres le 5 septembre 1998, en Argentine avec 40 000 personnes à Buenos Aires le 17 octobre 1998, en Afrique du Sud avec 50 000 personnes à Johannesburg le 28 novembre 1998 et finalement le 27 mars 1999 dans le nouveau stade australien Olympic Stadium de Sydney, réunissant plus de 72 000 personnes.
En 2001, ils sortent leur dernier album, This Is Where I Came In. Avec cet ultime opus, les frères Gibb brillent à nouveau dans les genres, avec les titres This is where I came In, She keeps on coming, Man in the middle au son très sixties qui rappellent beaucoup leurs titres de 1967. Mais cet album sera leur dernier, à la suite de la mort de Maurice deux ans plus tard.

### Disparition progressive du groupe
En janvier 2003 Maurice Gibb succombe à une crise cardiaque à l'âge de 53 ans. Barry et Robin sont dévastés et déclarent que le nom Bee Gees ne peut être associé qu'aux trois frères ensemble. Pourtant il est plusieurs fois question de réunion, sans que cela puisse aboutir.
Entre 2003 et 2007, Robin continue de promouvoir la musique des Bee Gees en donnant plusieurs concerts en Europe et en participant à des spectacles télévisés. En 2003, il sort Magnet, son nouvel album solo, et participe la même année à l'émission anglaise la Fame Academy en tant que membre du jury.
En janvier 2005 Barry et Robin font partie du super groupe One World Project avec Cliff Richard, Brian Wilson, Boy George, Gary Moore et Russell Watson. Ils sortent le single Grief Never Grows Old. Ce projet caritatif a pour but de récolter des fonds destinés à la population indienne durement frappée par le séisme et le tsunami de décembre 2004.
En février 2006, Barry et Robin donnent un concert de charité pour la lutte contre le diabète à Miami. C'est leur première réunion depuis la mort de Maurice.
En 2009, lors d'une nouvelle réunion, Barry Gibb déclare : « Nous avons déjà perdu deux frères, nous resterons toujours ensemble, même si Robin habite Londres et moi Miami. » Malgré la mort de Maurice, le groupe se reforme au moins théoriquement en octobre 2009.
En octobre 2010, Robin Gibb, interviewé par le Daily Mail (publication du Royaume-Uni), confirme que l'histoire des Bee Gees serait racontée dans un film de Steven Spielberg. Robin déclare au Daily Mail : « Le film sera interprété par des acteurs très connus. Ce sera l'histoire de notre vie. Barry et moi serons impliqués dans l'aspect technique. » Un des défis pour Spielberg sera de reproduire les harmonies à trois voix distinctives des frères et le fausset de Barry. Robin dit : « J'aimerais que nos enregistrements originaux soient utilisés, car il est très difficile de les imiter. » Finalement ce projet est abandonné.
Le 20 mai 2012, Robin Gibb meurt des suites d'un cancer du côlon et du foie à Londres, âgé de 62 ans. Barry Gibb devient alors le dernier membre des Bee Gees encore en vie.
Barry Gibb entame entre février 2013 et juin 2014 sa première tournée mondiale en solo intitulée The Mythology Tour. Il rend hommage à ses frères en reprenant les plus grands succès des Bee Gees. Il donne des concerts en Australie, en Nouvelle-Zélande, en Angleterre, en Irlande et aux États-Unis. En juin 2016, Barry sort un nouvel album solo intitulé In the Now. C'est un album qu'il a composé et produit avec ses deux fils, Steve et Ashley Gibb.
Le 16 avril 2017 aux États-Unis, deux jours après la 59e édition des Grammy Awards, la National Academy of Recording Arts and Sciences rend hommage aux Bee Gees et célèbre les quarante ans de Saturday Night Fever à travers un live intitulé Stayin' Alive, A Grammy Salute to the Music of the Bee Gees, diffusé sur la chaîne américaine CBS. Une pléthore de vedettes interprètent les morceaux mythiques des frères Gibb, tels Céline Dion, John Legend et Stevie Wonder, Demi Lovato, Pentatonix, Keith Urban, Ed Sheeran et Tory Kelly.
Le 26 juin 2018, Barry reçoit le titre de chevalier au palais de Buckingham par le prince Charles. Sir Barry Gibb rejoint les grands noms de la musique pop, tels que Paul McCartney, Mick Jagger ou encore Elton John.
En décembre 2020, Barry sort un nouvel album country intitulé Greendfields. Il revisite le répertoire du groupe en chantant en duo avec des vedettes de la country telles que Dolly Parton, Olivia Newton-John ou encore Keith Urban. Avec Jason Isbell, ils interprètent magnifiquement le premier single World of fool, chanson que Barry a composé en 1988. Il reprend la belle ballade country Butterfly de 1964 avec David Rowlings et Gilian Welch qui sort en tant que deuxième single. L'album est numéro 1 en Royaume-Uni le 15 janvier 2021.

## Processus d'enregistrement

### Harmonies en studio
Les Bee Gees ont réalisé leurs premiers enregistrements à la fin des années 1950 après avoir été découverts par le DJ de radio Bill Gates et le pilote automobile Bill Goode à Redcliffe, en Australie. La constante était leur engagement sur des performances musicales fortes et des harmonies serrées. Ces auteurs-compositeurs prolifiques se sont fait les dents dans le monde d'avant l'Auto-Tune.
L'ingénieur musical John Merchant a commencé à travailler avec les Bee Gees à la fin des années 1980. Il a continué à travailler avec le groupe pendant les années suivantes au cours desquelles il a acquis une compréhension profonde du processus des Bee Gees. En particulier, il a noté comment les frères enregistraient leurs harmonies non séparément, mais en tandem.
« La façon dont la plupart des artistes enregistrent les harmonies vocales consiste à enregistrer une partie à la fois et à la peaufiner », dit-il. « Ensuite vous empileriez les autres harmonies par-dessus. Les Bee Gees le faisaient parfois, mais le plus souvent ils chantaient les trois sur un même micro et découvraient ensemble comment les harmonies devraient être. »
Karl Richarson, l’ancien ingénieur des Bee Gees, se rappelle : « En 1977, toutes les parties d’harmonie enregistrées étaient des doubles et des triples et nous installions les garçons sur un seul microphone — généralement un Neumann U67 ou U87. J’ai essayé plusieurs fois de les enregistrer en omni, mais pour une raison quelconque cela n’a jamais fonctionné avec eux. C’est une des choses où le manuel vous dit une chose et la réalité autre chose. La nature de leur voix se prêtait également à l’enregistrement de cette façon. Robin avait un vibrato clair dans sa prestation, Maurice n’en avait guère et Barry avait parfois un vibrato et parfois non, et quand il le faisait c’était plutôt un trémolo. Cela vous donne un mélange très unique, et ce son unique ne marche que parce qu’ils sont frères. Ils ont ça dans leur ADN ».
Michel Marie, assistant de studio du château d’Hérouville, se souvient avoir été surpris par la façon dont les Bee Gees enregistraient leurs harmonies. « Quand j’ai appris qu’ils seraient trois à chanter, j’ai installé trois casques et trois micros différents. Ils ont dit « Non, non ! » et m’ont demandé un seul micro et pas d’écouteurs, juste un petit haut-parleur sur le côté, se regardant. Ils étaient parfaits. Et quand je les ai entendus j'ai su ce que signifiait « bon chant » : même sur la première prise ils étaient parfaits, dans l'air, dans le rythme… Je n'étais pas habitué à ça avec les chanteurs français ! »

### Composition
En ce qui concerne l'écriture de chansons, John Merchant a déclaré : « Les Bee Gees venaient au studio pour des sessions marathon où ils installaient un simple groove de batterie sur la boîte à rythmes et lançaient des idées musicales pendant des heures. Barry pouvait jouer de la guitare pendant que Maurice jouait au clavier et Robin chantait et proposait des idées mélodiques ou lyriques. Ils enregistraient le tout sur des bandes audio numériques (DAT), chacune d'une durée de quelques heures. Chaque fois qu'un joyau d'une idée se produisait, ils lisaient la bande et adoptaient cette idée, plus tard en s'appuyant sur elle ».
« En ce qui concerne le processus d'écriture, je n'ai jamais vu personne d'autre le faire de cette façon », ajoute Merchant. Les harmonies caractéristiques des Bee Gees étaient souvent accompagnées d'arrangements d'orchestre ou de cuivres tout aussi riches. Le fait qu'aucun des frères n'ait jamais appris à lire la musique ne les a jamais empêchés de construire des mondes musicaux luxuriants. Merchant a déclaré que Barry chantait généralement les idées instrumentales qu'il avait, qui seraient ensuite transcrites et interprétées par d'autres musiciens.
Le groupe travaille avec plusieurs arrangeurs, y compris Bill Shepherd tout au long des années 1960, et plus tard le producteur Arif Mardin, qui a aidé Barry à trouver son fausset légendaire lorsqu'il a suggéré à Barry de faire monter sa voix d'une octave lors de l'enregistrement de Main Course (1975). Mardin a dit un jour : « Avec les Bee Gees, lorsque nous faisions l’album Main Course, il y avait un flux total de créativité en studio, tout le monde était enthousiasmé »[réf. nécessaire]. Merchant déclare pour la chanson Immortality : « Barry a commencé à jouer l'intro de la chanson. Maurice a écouté et a joué le premier accord, puis trois minutes et demie plus tard ils ont écrit la chanson — en temps réel, en un seul passage. J'ai la chair de poule en racontant cette histoire. C'était incroyable. Barry changerait d'accord, et Maurice serait là immédiatement, comme s'il savait où Barry allait. Ils se sont enfermés ensemble d'une manière, à la fois en termes de timing et d'intonation, que seul quelqu'un qui sait ce que l'autre pense avant de penser que cela pourrait le faire. Donc, la façon dont vous entendez Céline Dion interpréter Immortality maintenant est exactement comment ils l'ont fait ce soir-là[réf. nécessaire]. »
Les Bee Gees ont ainsi écrit plus de mille trente chansons au cours de leur carrière[réf. nécessaire].

## Style musical et influences

### Style musical
Ensemble, les Bee Gees, Karl Richardson et Albhy Galuten ont créé ce que la plupart d'entre nous considèrent comme le son du disco, mais ce n'était pas leur intention d'inventer un nouveau style. L’ingénieur Karl s’en souvient : « Nous n'avons jamais connu le disco et nous n'avons pas pensé au disco. Nous pensions que nous faisions des disques de rythmique et de blues. Tout était question de R&B. Nous aimions tous ces trucs, nous ne savions tout simplement pas comment faire ! » « Nous étions en train de rebondir et de sous-mélanger tous ces trucs à chaque étape du processus. Et nous voulions que chaque partie soit parfaite, c'est donc devenu un monde très percutant dans lequel nous vivions. Chacun de nous savait ce en quoi les autres étaient bons, et nous laissions faire les choses. Le résultat a atteint des records. Le son que nous avons trouvé était donc notre son, et pour l’album Saturday Night Fever nous avons enregistré tous les morceaux en France puis mixé à Miami et à Los Angeles ».
« Par exemple Night Fever a été enregistré en France. Maurice jouait de la basse DI avec son médiator, Dennis Byron jouait de la batterie, Blue Weaver du clavier, Alan Kendall de la guitare rythmique et Barry jouait du rythme et chantait le pilote. La batterie était la seule chose conservée de ce morceau en prise directe, toutes les autres parties ayant été superposées, comme la partie de clavier qui a été soigneusement conçue. Je veux dire, de nombreuses parties n'étaient pas là depuis le début. Blue, Barry, Albhy et moi nous asseyions et disions : « Cet accord sonne bien là-bas, mais que diriez-vous quand le guitariste dit « dang, wa-tang » ? Voulez-vous la septième dans l'accord ou voulez-vous laisser ce trou là-bas ? C'était le genre de choses qui devaient être réglées. Tout était très orchestré. C'était un processus de création en studio ».
« Nous n'avions pas de directives. La seule règle était qu'il n'y avait pas de règles, donc nous pouvions faire n'importe quoi. »

### Influences et postérité
Les Bee Gees ont été influencés par les Beatles, les Everly Brothers, les Mills Brothers, Elvis Presley, les Rolling Stones, Roy Orbison, les Beach Boys, Stevie Wonder, Otis Redding et les Hollies.
Beaucoup d’artistes ont été influencés par les Bee Gees, citons : Les Pet Shop Boys, George Michael, Billy Joel, David Bowie, Brian Wilson, Madonna, Noel Gallagher et Elton John.
Brian May de Queen a déclaré : « Bien sûr que j'étais et suis un grand fan des créations musicales des Bee Gees. Sans aucun doute au sommet de l'écriture de chansons considérée au cours des trente dernières années, n'est-ce pas ? Mes plus beaux souvenirs ne sont pas leurs succès avec Saturday Night Fever, qui étaient vraiment une renaissance dans la popularité des Bee Gees, mais plutôt les premières chansons révolutionnaires de 1967 à 1971... Je me souviens avoir chanté ces chansons avec mon pote Tim Staffell de Smile et Freddie Mercury dans le bon vieux temps. » May a également salué la chanson You Win Again comme l'une des plus grandes chansons des années 1980.
John Lennon a fait l'éloge des Bee Gees dans son interview avec le magazine Playboy en 1980 : « Essayez de dire aux enfants des années 1970 qui criaient aux Bee Gees que leur musique était juste celle des Beatles refaite. Ils ont fait un sacré bon travail. Il ne se passait rien d'autre à l'époque. »
Michael Jackson, qui a également été influencé par les Bee Gees, a déclaré : « J'ai pleuré en écoutant leur musique. Je connaissais chaque note, chaque instrument. »
Paul McCartney a rappelé : « C'est sur la chanson Mining Disaster que Robert Stigwood m'a joué que j'ai dit signez-les, ils sont super. »
Ringo Starr a déclaré : « Les Bee Gees de notre époque étaient assez importants, en particulier les harmonies. »
L'auteur-compositeur-interprète américain Gavin DeGraw a parlé de l'influence des Bee Gees avec leur propre musique ainsi que leur composition : « Parlons des Bee Gees. C'est un groupe emblématique. Pas seulement un grand groupe, mais un grand groupe d'auteurs-compositeurs. Même longtemps après le succès des Bee Gees dans les charts, ils écrivaient encore des chansons à succès pour d'autres personnes. Leur talent est allé bien au-delà de leur moment de succès à la fin des années 1970. C'est une perte pour l'industrie de la musique et une perte pour un groupe emblématique. La beauté de cette industrie est que nous rendons hommage et que chaque artiste à venir est un fan d’une génération avant, donc il y a un vrai élément de tradition ».

## Impact sur la musique
Les Bee Gees font partie de la culture pop avec leur contribution au phénomène disco et la bande originale du film Saturday Night Fever en 1978. La bande originale représente l’héritage musical d’un phénomène de société de la fin des années 1970. L’album s’est vendu aujourd’hui à plus de quarante-cinq millions d’exemplaires. Il contient six titres classés numéro un dans les charts américains, qui sont devenus des classiques du genre dans la mémoire collective. Stayin’alive, Night Fever, More than a Woman ou encore You should be dancing.
Pourtant la contribution des frères Gibb à ce courant de musique n’est qu’épisodique dans leur longue et immense carrière. Les Bee Gees ne se sont pas cantonnés à un seul genre. Ils n’ont cessé d’appliquer leur talent d’écriture et d’harmonies à tous les genres musicaux qui marchaient à chaque époque de leur carrière.
Dans leur discographie on compte des albums exceptionnels tels que « Bee Gees 1st » qui contient à lui seul tous les courants musicaux de la fin des années 1960. Avec du baroque, de la soul, du psychédélisme, du folk, de la pop et du rock. Les frères Gibb ont produit un album qui figure parmi les meilleures productions de l’année 1967. Les Bee Gees gravent New York Midnight Desaster, I can see Nobody, Turn in this Century, To Love Somebody. L’album Trafalgar, sorti en 1971, met en avant la qualité d’écriture mais aussi les harmonies vocales des frères Gibb et les vibratos de Robin et Barry. Les chansons sont toutes aussi monumentales telles que How can you Mend a Broken Heart, Dearest, Israel, Walkin Back to Waterloo. L’album Main Course de 1975 apporte une évolution musicale dans la carrière du groupe, les frères Gibb osent s’aventurer dans la musique rn’b, soul, funcky, country et soft rock. Ils gravent Jive talkin, Night on Broadway, Come on Over, Songbird. Leur premier album live Here at Last... Bee Gees... Live de 1976, sorti au printemps 1977, montre une prestation rock et plus mature du groupe avant leur explosion médiatique deux ans plus tard. Les Bee Gees avec Maurice à la basse, accompagnés de leur musiciens Alan Kendall à la guitare, Blue Weaver au synthétiseur, Dennis Bryon à la batterie ainsi que Karl Richarson aux arrangements, sonnent comme un vrai groupe et donnent une prestation musclée[réf. nécessaire] de leurs plus grands tubes tels que To Love Somebody, You Should be Dancing, Jive talkin’, Come on Over. L’album Spirits Having Flown, sorti en 1979, montre les frères Gibb au sommet de leur art en exploitant toute l’ambiance rn’b et soul avec l’utilisation principale du falsetto de Barry. Cet opus n’est d'ailleurs pas un album disco. Le groupe publie I'm Satisfied, Living Together, Love you Inside Out.
L’héritage musical des Bee Gees réside aussi dans les mélodies et ces morceaux intemporels. Le catalogue des frères Gibb recèle d’incroyables morceaux : Odessa, sorti en 1969, est une pure merveille dans le genre baroque. C'est un morceau épique d’environ huit minutes avec de la guitare, du piano, des harpes, des orgues d’église, des chorales et des nappes de violons dignes de Walt Disney. Le vibrato poignant de Robin et les harmonies à n'en plus finir. La chanson raconte le naufrage d’un bateau au XIXe siècle. L’un des points révolutionnaires des frères Gibb à cette époque dans la musique pop, c’était de produire des chansons énigmatiques liées à des événements historiques. Comme Odessa ou encore leur premier single New York Mining Desaster 1941 sorti en juin 1967. Dear Mr Kissinger, datant de 1973, est une ballade folk country où les Bee Gees osent s’exprimer politiquement contre le système américain. A Lonely Violin résume un peu cette période creuse des Bee Gees en 1973. Mais ce titre est l’un des plus émouvants jamais composés par Barry.
Au moins deux mille cinq cents artistes ont enregistré leurs chansons. De nombreuses légendes de la musique ont repris des titres des Bee Gees, tels qu'Elvis Presley (Words, 1971), Janis Joplin, Nina Simone (To Love Somebody, 1969), Al Green (How Can You Mend a Broken Heart), Elton John (Don’t Forget to Remember, 1969), Alton Ellis (Massachusetts), Dean Martin (Sweetheart, 1971), Faith No More (I Started a Joke, 1998), ou plus récemment en public Bruce Springsteen et Lizzo avec Stayin’Alive (2014).
Les Bee Gees possèdent aussi un répertoire musical immense qui couvre tous les styles musicaux. Jamais un tel répertoire n'a attiré un public aussi varié. Depuis les années 1960 et sur quatre décennies, le groupe a produit sa musique populaire dans un style pop psychédélique, folk, rock, baroque, country, soul, et rn'b. Les frères Gibb ont ainsi composé plus de mille trente chansons. Ils comptent à leur actif plus d'une quarantaine de succès. Stayin' Alive, How Deep is your Love, To Love Somebody, Islands in the Stream, Woman in Love sont les titres les plus repris dans le monde. Les plus grands noms de la musique ont toujours apporté un crédit, une admiration à la musique des Bee Gees. D'ailleurs, Bono, le chanteur de U2, déclara en 2001 dans une émission britannique : « En matière de groupes, il existe cinq catalogues extraordinaires qui me rendent malade d'envie. Nul besoin d'affirmer que les Bee Gees sont tout en haut au côté des Beatles ».

## Membres
- Barry Gibb – chant, guitare rythmique (1958–2003, 2006, 2009–2012)
- Robin Gibb – chant, claviers, guitare rythmique occasionnels (1958–1969, 1970–2003, 2006, 2009–2012)
- Maurice Gibb – basse, guitares, claviers, chant (1958–2003)
- Colin Petersen – batterie (1967–1969)
- Vince Melouney – guitare (1967–1968), chant, harmonica (1968)
- Geoff Bridgford – batterie (1971–1972 ; tournées de 1970–1972)

## Discographie
Les deux premiers albums du groupe ne sont sortis qu'en Australie, d'où le nom de « Bee Gees' 1st » pour leur première sortie internationale de ce qui est en réalité leur troisième.
- 1965 : The Bee Gees Sing and Play 14 Barry Gibb Songs
- 1966 : Spicks and Specks
- 1967 : Bee Gees' 1st
- 1968 : Horizontal
- 1968 : Idea
- 1969 : Odessa
- 1970 : Cucumber Castle
- 1970 : 2 Years On
- 1971 : Trafalgar
- 1972 : To Whom It May Concern
- 1973 : Life in a Tin Can
- 1974 : Mr. Natural
- 1975 : Main Course
- 1976 : Children of the World
- 1977 : Here at Last... Bee Gees... Live
- 1977 : Saturday Night Fever
- 1979 : Spirits Having Flown
- 1981 : Living Eyes
- 1983 : Staying Alive
- 1987 : E.S.P.
- 1989 : One
- 1991 : High Civilization
- 1993 : Size Isn't Everything
- 1997 : Still Waters
- 2001 : This Is Where I Came In

## Filmographie
- 1968: Idea Bee Gees TV special
- 1969 : Cucumber Castle (TV)
- 1978 : Sgt. Pepper's Lonely Hearts Club Band
- 1979 : The Bee Gees Special (TV)
- 1979 : Spirits Having Flown Tour
- 1985 : Now Voyager
- 1990 : One For All Tour
- 1997 : Keppel Road
- 1997 : One Night Only
- 1998 : An audience with the Bee Gees (TV)
- 2001 : Live By Request
- 2010 : In Our Own Time

## Distinctions et honneur
- 4 Grammy Awards pour l'album Saturday Night Fever en 1979.
- 4 American Music Awards pour l'album Saturday Night Fever en 1979 et pour l'album Spirit Having flown en 1980.
- 1 Prix Juno pour l'album Saturday Night Fever en 1979.
- Intronisation du groupe au Songwriters all of fame en 1994.
- 1 American Music Awards en 1997 pour l'ensemble de leur carrière.
- 1 Legend Awards en 1997 pour l'ensemble de leur carrière.
- 1 Brit Award en 1997 pour l'ensemble de leur carrière
- Intronisation du groupe au Rock and roll all of fame en 1997.
- 1 Grammy Awards en 2000 pour l'ensemble de leur carrière.
- 1 Grammy Legend Awards en 2003 pour l'ensemble de leur carrière.
- (15092) Beegees, astéroïde nommé en hommage au groupe.
- En 2015, une première statue et un musée en plein air leur sont dédiés à Redcliff dans le Queensland de l'Australie, marquant le début de leur carrière.
- En décembre 2017, Barry Gibb auteur, compositeur et interprète des Bee Gees a été fait chevalier par la reine Elisabeth II.
- En 2020, le documentaire officiel réalisé par Frank Marshall How Can You Mend a Broken Heart présente la carrière du groupe des Bee Gees, et s'entretient avec l'unique membre du groupe actuellement présent, Barry Gibb[31].
- En 2021, une nouvelle statue en hommage au groupe est édifiée à l'île de Man dans la ville de Douglas où les Bee Gees ont vu le jour.